# Borgne de Ferpècle
Die Borgne de Ferpècle ist der 7 Kilometer lange rechte Quellfluss der Borgne im Schweizer Kanton Wallis. Sie durchfliesst die Combe de Ferpècle in der Gemeinde Evolène.

## Verlauf
Die Borgne de Ferpècle entsteht auf etwa 2000 m ü. M. beim Zusammenfluss des linken Quellbaches Torrent de Darbonneire und des rechten Quellbaches Torrent du Cornier bei Bricola. Der wasserreichere Torrent de Darbonneire entspringt dem Ferpècle-Gletscher, während der Torrent du Cornier dem Dent-Blanche-Gletscher entfliesst.
Der vereinte Fluss fliesst meist gegen Nordwesten und nimmt nur kurz später von links das Wasser des Mont-Miné-Gletschers auf. Die Borgne de Ferpècle passiert Salay und Sépey, ehe sie beim Dorf Les Haudères auf einer Höhe von 1422 m ü. M. mit der Borgne d’Arolla zur Borgne zusammenfliesst.